# Étienne Macdonald
Étienne Jacques Joseph Alexandre MacDonald, Duque de Tarento (Sedan, 17 de Novembro de 1765 – Beaulieu-sur-Loire, 7 de Setembro de 1840) foi um militar, general-de-divisão, francês. Participou nas Guerras revolucionárias francesas e nas Guerras Napoleónicas. Recebeu o título de Marechal do Império em 1809. Encontra-se sepultado no Cemitério de Père-Lachaise.